# Geisteswissenschaft
Les Geisteswissenschaften ( prononcé en allemand : [ˈɡaɪstəsˌvɪsənʃaftən] , « sciences de l'esprit ») sont un ensemble de sciences humaines telles que la philosophie, l'histoire, la philologie, la musicologie, la linguistique, les études théâtrales, la littérature, les études médiatiques, et parfois même la théologie et la théorie du droit, qui sont traditionnellement enseignées dans les universités allemandes.  
Le terme tire essentiellement son importance de Wilhelm Dilthey et est étroitement lié aux exigences politiques et universitaires de l'Allemagne. C'est l'équivalent des humanités du système universitaire anglo-saxon et aujourd'hui des sciences humaines en France.

## Histoire
Le concept de Geist remonte à la philosophie idéaliste allemande du dix-huitième et du dix-neuvième siècle, en particulier au concept de Volksgeist développé par Herder et Hegel et que l'on peut traduire en « esprit du peuple ». Pour comprendre le terme de Geisteswissenschaften, il faut garder à l'esprit que les facultés de philosophie sont les descendantes des facultés des arts de l'époque médiévale. En plus de la philosophie elle-même, ces facultés englobent les sciences naturelles et les mathématiques ainsi que la philologie et l'histoire, et plus tard, la psychologie et les sciences sociales. Le terme Geisteswissenschaften a été utilisé pour la première fois comme traduction du concept de « moral sciences » de John Stuart Mill. L'historien, philosophe et sociologue Wilhelm Dilthey a popularisé le terme, en faisant valoir que la psychologie et l'émergence du champ de la sociologie doit être considéré comme des Geisteswissenschaften plutôt que comme des Naturwissenschaften (sciences naturelles), et que leur méthodologie devrait tenir compte de cette classification.

## Utilisation actuelle
Depuis la conceptualisation de Dilthey, il est devenu courant de parler de Naturwissenschaften d'une part et des Geisteswissenschaften de l'autre – sans considérer particulièrement le statut des mathématiques et de la philosophie elle-même. Après la séparation des sciences naturelles et des mathématiques en une faculté particulière, les Geisteswissenschaften ont été laissés seuls dans la faculté de philosophie et même la philosophie a souvent été subsumée sous le terme de Geisteswissenschaften. 
Le terme est maintenant utilisé de manière irrégulière. Dans les contextes administratifs, il est largement utilisé pour discuter de la façon d'organiser les institutions académiques, de sorte que les facultés de théologie et de droit sont régulièrement ajoutées aux Geisteswissenschaften. Dans certains contextes de politique scientifique, les Geisteswissenschaften sont décrits comme des sciences non empiriques, les rapprochant de la philosophie et excluant les sciences sociales de leur domaine. 
Dans le contexte de la méthodologie au contraire, il a été souligné que les Geisteswissenschaften tels que l'histoire et les disciplines philologiques basés sur des données empiriques, ainsi que la psychologie et les sciences sociales ont un caractère empirique commun, qui repose essentiellement sur la compréhension (Verstehen).
D'autres auteurs, comme Rudolf Steiner, ont utilisé le terme Geisteswissenschaft dans un sens historiquement tout à fait distinct pour se référer à une nouvelle « science de l'esprit ».